# مزعل (القويعية)
مزعل، هي قرية من فئة (أ) تقع في محافظة القويعية، والتابعة لمنطقة الرياض في السعودية. وتبعد مزعل عن محافظة القويعية بمسافة تقارب (10) كم.

## سبب التسمية
تأسست بلدة مزعل قبل عام 1257هـ/1841م، وكان يُطلق على المكان في بداية تأسيسه بـ قصر العرافا، ثم اختصروها إلى القصر، وقد حاول أهل القويعية أن يحولوا دون إقامة بلدة خاصة بالعرافا غير أن العرافا شيدوا بلدة خاصة بهم وأطلقوا عليها مزعل، لأنهم عمروها رغم معارضة أهل القويعية.

## المكتبات في مزعل
تأسست المكتبة العامة في بلدة مزعل سنة 1396هـ، والتي قام بتأسيسها عبد العزيز بن محمد العريفي أحد أهالي مزعل، وكان مقرها منزلاً بجوار منزله ووضع فيها جميع المؤلفات المتفرة لديه، وكذلك الكتب المخطوطة والوثائق المخطوطة، وقد جعل المخطوطات متاحة للإعارة، وفي عام 1398هـ ضُمت إلى وزارة المعارف، ووضعت تحت إشراف إدارة التعليم في القويعية، ومُنحت إجرة مناسبة، وقد تلقت المكتبة الدعم من الوزارات الأخرى بالأثاث والمطبوعات والكتب والمجلات والجرائد، وعينت الوزارة عليها مستخدم واحد للعناية بها، إما الإشراف والعمل فيها فيقوم به مؤسسها وابنه محمد الموظف في إدارة التعليم في القويعية، وابنه الآخر سعد المعلم في الكلية المتوسطة بالرياض، وقد خُصص فيها غرفة لإدارة المكتبة، وصالة للمطالعة، وصالة لعرض الدوريات والصحف.

## وصلات خارجية
- محافظ القويعية يطلع على احتياج مراكز مزعل والخالدية.